# 高陂镇 (大埔县)
高陂鎮（Gaobei）是廣東省大埔縣下轄的一個鎮，是現梅州市大埔縣轄區最大的一個鎮，東與光德鎮接壤，南靠桃源鎮，西與豐順縣的潭江鎮等接壤。高陂鎮全鎮總面積309平方公里，下轄1個社區居委會和36個村委會，鎮政府駐地石壁潭。
高陂鎮是大埔最早的陶瓷產地，素有“白玉城”之稱，陶瓷生產歷史悠久，早在宋代以前就有陶瓷生產，高陂是各鄉鎮水陸交通中心，韓江由鎮轄區穿流而過，高陂碼頭曾是是全縣陶瓷產品的集散地。目前，該鎮陶瓷從業人員有1.5萬多人，去年陶瓷產值達5.1億元，產品種類及花色品種繁多，產品出口遠銷世界70多個國家和地區。

## 行政区划
高陂镇下辖以下村级行政区划单位
高陂社区、红星村、大塘坝村、桃花村、代富村、陂村、陂寨村、稼社村、陶溪村、尧溪村、赤山村、乌槎村、黄塘村、罗基村、黄泥凹村、黄坑村、渡头村、埔田村、古西村、古田村、古野村、古东村、坪溪村、银滩村、党溪村、九龙村、培美村、三洲村、赤坑村、平原村、北坑村、五家輋村、岩霞村、逆流村、福员村和三岗村。

### 党溪村
高陂鎮下辖党溪村，又称“唐溪村”，2019年6月6日被列入第五批中国传统村落名录。党溪村是新加坡建国总理李光耀的祖籍地，村内保留李光耀祖居中翰第。